# San Juan Island
San Juan Island è la seconda isola per estensione delle San Juan Islands (dopo Orcas Island) e prima per numero di abitanti. Si trova nello Stato di Washington negli Stati Uniti. Ha un'estensione pari a 142,59 km² ed una popolazione di 6.822 abitanti secondo il censimento del 2000.
Il servizio di traghetti dello Stato di Washington (Washington State Ferries in inglese) fa scalo a Friday Harbor, che è il più grande centro abitato dell'isola.

## Nome
Il nome "San Juan" deriva dalla spedizione del 1791 dell'esploratore spagnolo Francisco de Eliza, che battezzò l'isola e l'arcipelago in onore di Juan Vicente de Güemes Padilla Horcasitas y Aguayo, secondo Conte di Revillagigedo, che aveva sovvenzionato il viaggio. Uno degli ufficiali al comando di Eliza, Gonzalo López de Haro, fu il primo europeo a scoprire l'isola di San Juan. Durante le spedizioni di Wilkes, l'esploratore statunitense Charles Wilkes rinominò questa terra come "Isola di Rodgers", ma il nome in spagnolo restò sulle mappe della Marina Britannica e con il tempo divenne il nome ufficiale.

## Storia
San Juan un tempo era frequentata stagionalmente da pescatori di salmoni, ma il primo insediamento permanente risale al 1853, quando la società britannica Hudson's Bay Company stabilì qui un allevamento di pecore e maiali. L'isola era abitata anche da nativi americani, attratti dalla possibilità di dedicarsi alla pesca al salmone, ma un'epidemia di vaiolo nel 1862 uccise gran parte della popolazione indigena.
A metà Ottocento, sia gli Stati Uniti che l'Impero Britannico reclamavano il controllo dell'isola. La disputa esplose nel 1859, quando un colono americano sparò a un maiale della Hudson's Bay Company, dando vita alla cosiddetta Pig War, la guerra del maiale, che si risolse nel 1872 a favore degli Statunitensi.

## Vita sull'isola
San Juan è punteggiata da numerose fattorie e ha una forte economia legata al turismo. Dispone di due porti per imbarcazioni private, uno a Friday Harbor e l'altro a Roche Harbor, e di un ospedale, il Peace Health Peace Island Medical Center.
L'isola è raggiungibile solo con imbarcazioni, traghetti, idrovolanti o aerei; questi ultimi atterrano e decollano presso l'aeroporto di Friday Harbor. Ad eccezione di Friday Harbor, l'unico altro centro abitato degno di nota è il villaggio di Roche Harbor, situato sul lato nord-ovest dell'isola.
San Juan dispone di alcuni musei, uno dei quali dedicato alle balene e uno all'arte contemporanea, e di un teatro. Sull'isola sono poi presenti il Lime Kiln Point State Park, dove è possibile avvistare le orche di passaggio nelle vicine acque, e il San Juan Island National Historical Park, che presenta alcuni giardini ed edifici ricostruiti che raccontano la storia dei primi insediamenti europei sull'isola.
Sin dal 1909, l'Università di Washington gestisce i Friday Harbor Laboratories, con un campus per studenti e dei laboratori che si occupano di ricerche in ambito marino.